# Orde van Vorstin Olha
De Orde van Vorstin Olha, (Oekraïens: орден княгині Ольги, Orden knjahyni Olhy), is een voor dames bestemde onderscheiding van Oekraïne. Met deze ridderorde in drie graden nam Oekraïne afscheid van de traditie van de socialistische orden en de orden van de Sovjet-Unie die meestal een enkele graad kenden.
De orde werd op 15 augustus 1997 ingesteld onder President Leonid Koetsjma, en verleend voor "verdienste voor Oekraïne en de samenleving door vrouwen" en bijzondere verdiensten op het gebied van bestuur, cultuur, wetenschap, industrie, de samenleving, liefdadigheid en andere publieke activiteiten. Tegen de heersende mode in koos de Republiek Oekraïne daarmee voor een nieuwe damesorde, een fenomeen dat vooral in de 18e en 19e eeuw veel voorkwam maar door de emancipatie en gelijkberechtiging van man en vrouw in de meeste landen is verdwenen.

## Nederlandse draagsters
De volgende Nederlanders zijn draagster van de Orde van Vorstin Olha in de derde klasse:
- Beja Kluiters-Albers, voorzitter van Stichting Spoetnik, voor een belangrijke persoonlijke bijdrage aan de ontwikkeling van Oekraïens-Nederlandse betrekkingen, en actieve humanitaire en liefdadigheidsactiviteiten (2006).[2][3]
- Vira Zwaneveld-Lutsenko, voorzitter van Stichting Oekraïners in Nederland, voor een belangrijke persoonlijke bijdrage aan de opbouw van de staat, de sociaal-economische, wetenschappelijke, technische, culturele en educatieve ontwikkeling van de Oekraïense staat, de versterking van het internationale gezag van Oekraïne, belangrijke arbeidsprestaties en vele jaren gewetensvol werk (2022).[4] In 2016 ontving zij ook de Jubileummedaille 25 jaar onafhankelijkheid van Oekraïne.[5] In 2019 ontving zij de onderscheiding van de President van Oekraïne "voor een humanitaire bijdrage aan de antiterroristische operatie”.[6]

- Lyudmyla Volodymyrivna Lisovska, bestuurslid van Stichting Oekraïners in Nederland, voor een belangrijke persoonlijke bijdrage aan de versterking van de interstatelijke samenwerking, de ondersteuning van de staatssoevereiniteit en territoriale integriteit van Oekraïne en de popularisering van de Oekraïense staat in de wereld (2022).[7] In 2019 ontving zij de onderscheiding van de President van Oekraïne "voor een humanitaire bijdrage aan de antiterroristische operatie”.[6]

## De versierselen
Het lint van de orde is paars met een brede witte streep voor de Ie Klasse, paars met een smalle witte streep voor de IIe Klasse en paars met twee smalle witte strepen voor de IIIe Klasse. Men draagt de versierselen aan een strik op de linkerschouder.
De versierselen stellen de Heilige Apostelgelijke Vorstin Olga in een Byzantijns gewaad voor binnen een ovale ring met vier amethysten. Op de afbeelding maakt de vorstin een zegenend gebaar. Zij draagt om het hoofd een stralenkrans of aureool. De versierselen zijn afhankelijk van de graad van goud, goud en zilver of zilver.
Het medaillon is met een scharnierende gesp aan een zilveren of gouden montuur bevestigd. Deze montuur draagt het wapen van Oekraïne en is met vier beugels aan het lint vastgemaakt.
| Eerste Klasse | Tweede Klasse | Derde Klasse |
| ------------- | ------------- | ------------ |
|               |               |              |
| Baton         |               |              |
|               |               |              |

Orden van Oekraïne

Held van Oekraïne (Gouden Ster · van de Natie)

Vrijheid ·
Vorst Jaroslav de Wijze ·
Verdienste ·
Bohdan Chmelnytsky ·
Helden van de Hemelse Honderd ·
Dapperheid ·
Vorstin Olha ·
Daniel van Galicië ·
Dapper Werk in de Mijnen

Oekraïense presidentiële en militaire onderscheidingen

Kruis voor Militaire Verdienste ·
Ivan Mazepa-Kruis ·
Geëerd Beoefenaar van de Kunsten ·
25 jaar onafhankelijkheid ·
Gouden Hart

Ereteken ·
Medaille voor steun aan de Oekraïense strijdkrachten

Zie ook orden, onderscheidingen en medailles van:

Oekraïne (draagvolgorde) · 
Oekraïense Volksrepubliek (Orde van het IJzeren Kruis) · 
 OekSSR (Rode Vlag van de Arbeid)
Eredame in de Huisorde van Oranje ·
Prinsessenkruis van de Huisorde van Albrecht de Beer ·
Theresia-orde ·
Sint-Elisabeth-orde ·
Sint Anna-orde ·
Dames van Rougemont ·
Sidonia-orde ·
Bulgaarse Orde van de liefdadigheid ·
Orde van de Perfecte Vriendschap ·
Orde van de Rechtschapenheid ·
Orde van de Slavinnen van de Deugd ·
Elisabeth-orde ·
Moederkruis ·
Orde van Sint-Olga en Sint-Sophia ·
Orde voor Goede Daden ·
Koninklijke Victoria en Albert-orde ·
Keizerlijke Orde van de Kroon van Indië ·
Koninklijke Orde van het Rode Kruis ·
Orde van de Kostbare Kroon ·
Orde van het Sterrenkruis ·
Orde van de Zon ·
Orde van de Pleiaden ·
Louisen-Orde ·
Herinneringskruis voor Dames ·
Orde van de Heilige Catharina ·
Sidonia-orde ·
Damesorde van de Doodskop ·
Ereteken van Anna-Luise ·
Orde van Liefdadigheid ·
Olga-orde ·
Orde van Vorstin Olha ·
Onderscheidingskruis van de Heilige Apostelgelijke Vorstin Olga
Zie voor meer damesorden en onderscheidingen: De Lijst van Damesorden